# Distretto di Ito
Il distretto di Ito (伊都郡?, Ito-gun) è uno dei distretti della prefettura di Wakayama, in Giappone.
Attualmente fanno parte del distretto i comuni di Katsuragi, Kōya e Kudoyama.
| Controllo di autorità | VIAF (EN) 257870793 · NDL (EN, JA) 00629993 |